# Ramin Mehrabani
Ramin Mehrabani Azar (18 februari 1986) is een Iraans wielrenner. In 2011 testte Mehrabani positief op het verboden middel metenolon in de Ronde van Iran. Hiervoor werd hij door de UCI voor twee jaar geschorst.

## Overwinningen
2009
6e etappe Ronde van Azerbeidzjan
2010
2e etappe Ronde van Milad du Nour
Eindklassement Ronde van Milad du Nour
2014
3e etappe Ronde van Singkarak
Bergklassement Ronde van Singkarak

## Ploegen
- 2010 –  Azad University Iran
- 2011 –  Suren Cycling Team
- 2013 –  RTS-Santic Racing Team (vanaf 1-8)
- 2014 –  Pishgaman Yazd
- 2015 –  Pishgaman Giant Team